# Kurt Christoph von Schwerin
Kurt Christoph von Schwerin (Löwitz, 26 oktober 1684 – Praag, 6 mei 1757) was een 18e-eeuws officier die in dienst was van de legers van de Republiek der Zeven Verenigde Nederlanden, Mecklenburg-Schwerin en Pruisen. Hij diende als een prominent officier in het leger van Frederik de Grote tijdens de drie Silezische oorlogen.

## Levensloop
Von Schwerin werd geboren in Löwitz, Zweeds-Pommeren. Hij was het kind van Ulrich von Schwerin (1648–1697) en Anna Lucretia von Ramin (1653–1745). In 1700 trad hij als vaandrig toe tot het regiment van zijn oom Dettlof von Schwerin. In de compagnie waaraan hij toetrad diende ook Von Schwerin's jongere broer: Bernd von Schwerin. Het regiment werd in 1701 in het kader van de Spaanse Successieoorlog door Nederland ingehuurd. In Nederlandse dienst nam Von Schwerin deel aan de slagen bij Schellenberg en Höchstädt. In 1703 werd hij bevorderd tot luitenant, in 1705 tot kapitein en daarmee krijgt hij het bevel over een compagnie. In 1707 kwam hij weer onder het leger van Mecklenburg-Schwerin en diende hij als luitenant-kolonel in de slagen bij Ramillies en Malplaquet. Daarnaast vecht hij zij aan zij met de Zweedse generaal Magnus Stenbock, in de Slag bij Gadebusch. In 1708 werd hij bevorderd tot kolonel. In 1711 bezocht hij koning Karel XII van Zweden die zich in Bender in Moldavië bevond, daar werden ze beiden in 1713 gevangengenomen.
In 1718 was Von Schwerin echter alweer terug in Mecklenburg waar hij op 3 september tot majoor-generaal werd bevorderd. De Hannoverianen vielen datzelfde jaar nog Mecklenburg binnen, op 6 maart versloeg een leger onder Von Schwerin in een tactisch meesterwerk de Hannoverianen bij Walsmühlen. Daarom werd hij op 7 maart bevorderd tot majoor-generaal.
Wanneer in 1720 een deel van zijn landerijen aan Pruisen vervallen, treedt Von Schwerin in dienst van de Pruisische koning Frederik-Willem I. Zijn taak is eerst die van diplomaat maar later wordt hij toch weer soldaat. In 1722 werd hij het hoofd van het regiment zu Fuß Schwendy, hetgeen later een elite-regiment van het Pruisische leger zou worden. Von Schwerins komst als officier zorgde voor een tweestrijd in het Pruisische leger als blijkt dat hij een tegenpool was van Leopold van Anhalt-Dessau die op dat moment de meest prominente officier binnen het leger is. Von Schwerin was een humaan en welopgeleid man, die dat ook in het veld liet zien en dat botste met de Spartaanse driltechnieken van Anhalt-Dessau. Von Schwerin was überhaupt een beetje een vreemde eend in de bijt van het leger van de 'soldatenkoning', hij was een warme persoonlijkheid, een levensgenieter die van kunsten en wetenschappen hield. Hiermee kon hij bijna niet meer verschillen met veel van de officieren en de koning zelf. Toch wist Von Schwerin populair te worden bij de koning en kreeg hij posities aangewezen in veel van de militaire bestuursorganen die de koning stichtte. Zo werd Von Schwerin in 1730 benoemd als lid van de militaire raad die een oordeel moest vellen over Hans Hermann von Kathe. Von Kathe was een van de beste vrienden van kroonprins Frederik en had samen met hem een plan gemaakt om het weinig verlichte hof van koning Frederik-Willem I te ontvluchten en hun heil te zoeken in het Verenigd Koninkrijk. Het plan mislukte en zowel Von Kathe als kroonprins Frederik worden gevangen gezet. Uiteindelijk besloot de raad waar Von Schwerin dus deel van uitmaakte dat Von Kathe ter dood veroordeeld moest worden voor hoogverraad. In datzelfde jaar werd Von Schwerin benoemd tot gouverneur van Peitz. In 1731 werd Von Schwerin tot luitenant-generaal bevorderd en in 1733 toonde hij weer dat hij over niet alleen militair maar ook diplomatiek tact beschikte als hij aan het hoofd van een leger het Mecklenburgvraagstuk oplost. De 8e maart 1736 werd hij onderscheiden met de orde van de Zwarte Adelaar en in 1739, zijn laatste jaar van dienst voor koning Frederik-Willem. Op 31 mei 1740 stierf Frederik-Willem en werd hij opgevolgd door zijn zoon Frederik II van Pruisen, beter bekend als Frederik de Grote.
Die bevorderde Von Schwerin op 30 juni 1740 tot de hoogste rang in het Pruisische leger, de rang van Generalfeldmarschal en een maand later verhief hij Von Schwerin tot graaf. Ook kreeg Von Schwerin weer wat actie in het veld te zien wanneer Frederik op 16 december 1740 met een 27.000 man sterk leger de Oostenrijkse provincie Silezië introk. Het was het begin van de Eerste Silezische Oorlog. Vanwege de winter was bevoorrading onmogelijk en dus kwam een Oostenrijks tegenoffensief pas in het voorjaar van 1741. Op 10 april kwam een 23.400 man sterk Pruisisch leger tegenover een 19.600 man sterk Oostenrijks leger en hoewel de Pruisen zowel meer soldaten als geschut hadden, hadden ze hun vuurdoop nog niet gehad. Bovendien was de Pruisische cavalerie van matige, tot slechte kwaliteit. Aanvankelijk verliep de strijd slecht voor de Pruisen, zo slecht zelfs dat Von Schwerin de koning adviseerde het slagveld te verlaten omdat hij anders mogelijk gevangengenomen kon worden. Na Frederiks vertrek van het slagveld greep Von Schwerin de Pruisische vlag en reed ermee voor de infanterie uit. De Pruisische infanterie volgde de veldmaarschalk met bajonet op het geweer en besliste zo de veldslag op een manier die recht uit de drilboeken komt. De Oostenrijkers ontvluchtten het slagveld en die avond kon Frederik weer terugkeren naar zijn leger. Von Schwerin had de zege gered. Toen op 28 juli 1742 de eerste Silezische oorlog ten einde kwam, werd Von Schwerin commandant van de belangrijke forten van Brieg en Neisse.
Toen in 1744 de Tweede Silezische Oorlog uitbrak commandeerde Von Schwerin het leger dat vanaf Glatz Bohemen in marcheerde. Hij had hierna ook een groot aandeel in de val van Praag op 16 september 1744.
In de Derde Silezische Oorlog was Von Schwerin ook weer aanwezig; ook nu belegerde het Pruisische leger weer Praag. Toen de stadsmuren van Praag een bres opliepen ging Frederik tot de aanval over, net als bij Mollwitz greep Von Schwerin de vlag van het II. bataljon uit de handen van een officier en reed hij voor de troepen uit. Hij schreeuwde de soldaten toe: "Heran, meine Kinder, heran!" Vlak daarna werd hij door een kanonskogel geraakt. Hij stierf ter plekke, als een voorbeeldig Pruisisch generaal.

## Militaire loopbaan
- Fähnrich: 1700
- Leutnant: 1703
- Hauptmann: 1705
- Oberstleutnant: 1707
- Oberst: 1708
- Generalmajor: 3 september 1718
- Generalleutnant: 1731
- Generalleutnant: 1739
- Generalfeldmarschall: 30 juni 1740